# Шрі-ланкійський лев
Шрі-ланкійський лев (Panthera leo sinhaleyus) — маловідомий підвид лева, що жив на острові Шрі-Ланка і вимер приблизно 39000 років тому. Був описаний Полом Едвардом П'єрісом Дераніягалою в 1939 році на основі двох зубів, знайдених в місті Курувіта на Шрі-Ланці.

## Сумніви про існування підвиду
Однак на даний момент немає достатньої інформації, щоб визначити, яким чином «шрі-ланкійський лев» може відрізнятися від інших підвидів лева. Деякі фахівці висловлюють сумнів в існуванні даного підвиду. Нібито Дераніягала просто шукав славу першовідкривача, і зуби цілком могли бути зубами індійського лева, спеціально завезеного на Шрі-Ланку.